# Yes (Israël)
yes, formeel opgericht als D.B.S. Satellite Services (1998) Ltd, is de enige satelliettelevisieprovider in Israël. Het biedt verschillende diensten aan, zoals On Demandservices en tv-paketten. In 2017 had yes ongeveer 600.000 abonnees.

## Geschiedenis
Yes begon met uitzenden in juli 2000. De grootste aandeelhouder van de provider is het bedrijf Bezeq, die tot 49% van de aandelen in bezit heeft. De beginjaren van het bedrijf waren onstabiel vanwege technische en financiële problemen. Ondanks dat de drie kabelbedrijven in Israël - Matav, Tevel en Arutzei Zahav - probeerden te concurreren met het satellietbedrijf door hun prijzen te verlagen, groeide het abonneebestand als gevolg van de nieuwe diensten die yes aanbood, evenals het gebrek aan kabeldekking op veel plaatsen op het platteland. Als reactie hierop fuseerden de kabelbedrijven tot één bedrijf onder de naam HOT.